# Heesfeld
Heesfeld ist ein Weiler in Halver im Märkischen Kreis im Regierungsbezirk Arnsberg in Nordrhein-Westfalen (Deutschland). 

## Lage und Beschreibung
Heesfeld liegt auf 290 m ü. NHN im nordöstlichen Halver an der Hälver und der Bundesstraße 229. Nachbarorte sind Ostendorf Gehärte, Husen, Bocherplatz, Bochen, Neuenhaus, Bruch, Oeckinghausen, Steinbach und Carthausen, sowie die Absplisse Heesfelder Mühle und Heesfelder Hammer. Bei dem Ort zweigt eine Zufahrt zu den Heesfelder Wassertriebwerken und zu dem Areal um Neuenhaus ab. Nordwestlich erhebt sich die 350 m ü. NHN hohe Susannenhöhe.

## Geschichte
Heesfeld wurde erstmals 1100 urkundlich erwähnt, die Entstehungszeit der Siedlung wird aber für den Zeitraum zwischen 693 und 750 während der sächsisch-fränkischen Grenzauseinandersetzungen vermutet. Somit gehört Heesfeld zu den frühen Siedlungen in Halver. Vermutlich ist Heesfeld von Carthausen aus besiedelt worden.
Im Mittelalter war Heesfeld ein von Adeligen bewohnter, mit einem Wassergraben gesicherter Gräften- und Herrenhof. Allerdings ist kein besonderes Herrenhaus überliefert. Als Heesfeld sich im 15./16. Jahrhundert zu einem Rittergut entwickelte besaß der Hof eine Größe von ca. 900 Morgen.
Um 1348 war Heesfeld ein Unterhof des Frauenstiftes Essen und ihm über dem Oberhof Evenich (heute Eving bei Dortmund) abgabepflichtig. Die Grafen von der Mark besaßen als Vögte der Abtei Essen bei Besuchen des Kirchspiels Halver das Recht auf Unterkunft auf dem Hof.
1818 lebten 18 Einwohner im Ort. 1838 gehörte Heesfeld der Oeckinghauser Bauerschaft innerhalb der Bürgermeisterei Halver an. Der laut der Ortschafts- und Entfernungs-Tabelle des Regierungs-Bezirks Arnsberg als Hof und früheres Rittergut kategorisierte Ort besaß zu dieser Zeit eine Schule, fünf Wohnhäuser, fünf Fabriken bzw. Mühlen und drei landwirtschaftliches Gebäude. Zu dieser Zeit lebten 40 Einwohner im Ort, davon einer katholischen und 39 evangelischen Glaubens.
Das Gemeindelexikon für die Provinz Westfalen von 1887 gibt eine Zahl von 102 Einwohnern an, die in acht Wohnhäusern lebten.